# Манастир Ваведења Пресвете Богородице у Паљи
Манастир Паља се налази у селу Паља, око 50 километара од Сурдулице. Припада епархији врањској, Српске православне цркве. Манастир лежи на 950 метара надморске висине, на левој обали реке Меденице.
У селу Паља, 50-ак километара од Сурдулице, налази се манастир Ваведења Пресвете Богородице, за који се не зна тачно када је подигнут и ко га је подигао. Сматра се, по предању, да потиче из IX века (тачније 818. године), а да је обновљен у XIII веку. Обновили су га Дејановићи, а бугарски егзархисти дозидали су припрату крајем XIX века, тачније после Берлинског конгреса 1878. године. Лежи на левој обали реке Јерме (Паљевице) која се улива у Нишаву и припада црноморском сливу.
Храм је једнобродан, са олтаром, две бочне апсиде полукружног облика и припратом. Најстарији део цркве је покривен каменим плочама, а припрата и бочне апсиде ћерамидом. Фрескописан је, а на спољном зиду се налазила дрвена плоча исписана старословенским писмом. Бугари су, градећи припрату, премалтерисали средњевековне византијске фреске непроцењиве вредности и на новом малтеру насликали нове врло ниског квалитета. Манастир се сам издржавао, током историје био је и мушки и женски, а монаха је у њему било до балканских ратова. После I светског рата у њему нема више монаха. Данас у манастиру живи један монах, отац Прохор.
У његовој близини се налази извор за чију воду постоји веровање да је лековита. Многи долазе да се умију или понесу воду, а нарочито помаже код болести очију. Једни овај извор зову извор Свете Петке, док га други називају извором Светог Саве, а трећи извором Пресвете Богородице. Народ овог краја, према предању, прича да је манастир једном посетио и Свети Сава, и то 1236. године када се враћао из Цариграда и ишао у Бугарску да саопшти Бугарима да је за њих од Никејског патријарха издејствовао патријаршију. Овде постоји и старо гробље које је подељено: на једној страни је мушко, а преко реке, на брду налази се женско.
Народ се код ове светиње окупља неколико пута годишње и то: на Светог пророка Јеремију (14. маја), на Светог пророка Илију (2. августа) и на Успеније Пресвете Богородице (28. августа).